# Rodocrozit
Rodocrozitul este o grupă de minerale din categoria carbonaților care aparțin sistemului de cristalizare trigonal.
Mineralul are duritatea între 3,5 - 4,5 pe scara Mohs, având formula chimică MnCO3.
Culoarea rodocrozitului variază de la un roz deschis, alb translucid, la galben, galben-brun în funcție de impurități (ioni de metale străine), până la negru.

## Răspândire
În natură rodocrozitul poate fi găsit frecvent sub formă de cristale, uneori sub formă de granule rotunde, care au în masa mineralului o structură de straturi (benzi) concentrice.
Rodocrozitul este asociat în rocile hidrotermale cu minereuri de cupru, plumb, argint, dar poate fi întâlnit și în roci metamorfice sau roci sedimentare.
În cantități mai însemnate se află în Butte statul Montana sau Colorado din SUA, ca și în Mexic, Argentina, Brazilia, Gabon, Africa de Sud, România, Rusia, Germania și Japonia.

## Importanța economică
Mineralul este o sursă importantă pentru obținerea manganului, rodocrozitul provenit din Argentina este utilizat și ca piatră semiprețioasă.
Primele utilizări a rodocrozitului sunt cunoscute deja în antichitate din perioada Greciei antice.